# كأس إسكتلندا 2005–06
كأس اسكتلندا 2005–06 (بالإنجليزية: 2005–06 Scottish Cup)‏ هو موسم من كأس اسكتلندا. فاز فيه هارت أوف ميدلوثيان.